# ジェイク・スコット (映画監督)
ジェイク・スコット（Jake Scott、1965年 - ）は、イギリスの映像監督、映画監督。

## 略歴
映画監督リドリー・スコットの長男。同じく映画監督のトニー・スコット、ジョーダン・スコット、ルーク・スコットはそれぞれ叔父、妹、弟。
ミュージック・ビデオやナイキをはじめとするCMディレクターとして広く活躍。R.E.M.の『エヴリバディ・ハーツ』では1994年MTV賞最優秀監督賞、最優秀躍進賞を獲得、グラミー賞にもノミネートされた。スマッシング・パンプキンズの『ディスアーム』も1994年MTV賞の数部門にノミネートされる。2000年『プランケット&マクレーン』で劇場映画監督デビューを果たす。他にも、ジョージ・マイケルやU2、サウンドガーデン、レディオヘッド、ザ・ストロークス、オアシスなどのミュージック・ビデオも手掛けている。

## 映画
- プランケット&マクレーン Plunkett and MacLeane (1999)
- クリステン・スチュワート ロストガール Welcome to the Rileys (2010)
- シングルマザー ブリジットを探して American Woman (2018)